# 나윤선
나윤선(羅玧宣, 1969년 8월 28일~)은 대한민국의 재즈 가수이다.

## 생애
아버지는 국립합창단 초대, 3대, 7대 단장 나영수이고, 어머니는 성악가 김미정이다. 건국대학교 불어불문학과를 졸업하였고, 1994년《지하철 1호선》의 옌볜 처녀역으로 데뷔했다. 유럽 재즈 스쿨 CIM으로 유학을 가, 우수한 성적으로 Jazz Vocal Diplome 취득하였다. 그 이후 프랑스 보베 국립음악원 성악과를 수석으로 졸업하고, 2000년부터 2001년까지 동양인 최초로 CIM 교수를 맡았다. 2004년 제1회 한국대중음악 최우수 크로스 오버를 수상하였고, 2005년에는 문화관광부 대중예술부문 오늘의 젊은 예술가상을 수상하는 등 두각을 나타내기 시작했다.
나윤선은 끊임없는 노력과 성실함으로 자신만의 독특한 음악 세계를 구축해냈다. 그 결과 프랑스 문화예술공로훈장 슈발리에 훈장 수훈, 독일 저명 재즈 어워드 ECHO JAZZ 올해의 해외아티스트 여자보컬리스트 수상, 프랑스와 독일 골든 디스크 등을 수상하며 대한민국을 대표하는 재즈보컬리스트이자 유럽 최고의 재즈 아티스트로서 그 예술성을 인정받은 바 있다. 또한, 스위스 몽트뢰 국제 재즈 페스티벌, 프랑스 니스 페스티벌 등 세계 유수 재즈 페스티벌에서 초청 공연하였으며 2014년 소치 동계 올림픽 폐막공연 무대에 올랐다. 특히, 2013년에는 프랑스 최고 극장 파리 샤틀레 극장에서 단독 공연을 하였으며 전석 매진과 15분 간의 기립박수를 이끌어 내었다. 2017년 4월 30일, 유네스코와 몽크 인스티튜트가 주최•주관하는 International Jazz Day All-Star Global Concert 무대에 오른 나윤선은, 'Imagine'과 'Bésame mucho'를 열창했다. 쿠바의 수도 아바나에서 열린 이 공연에서, 에스페란자 스팔딩, 레지나 카터, 안토니오 산체스 등과 함께 'Bésame mucho'를 부른 나윤선은, 모든 연주자가 나와 함께한 마지막 곡 'Imagine'에서는 허비 행콕과 함께 듀오로 곡의 인트로를 불렀으며, 곧바로 리차드 보나와 함께 불어 가사로 노래하며 전세계 관객들의 시선을 사로잡았다. 나윤선은 지금도 대한민국을 대표하는 재즈 보컬리스트로 활발히 활동 중이다.

## 학력
- 건국대학교 불어불문학과 졸업
- 프랑스 CIM 재즈스쿨 졸업
- 프랑스 보베 국립음악원 성악과 졸업(수석)

## 음반
- 《나윤선과 코리안 심포니 오케스트라 복음성가》 1, 2집, 1994년 6월 발표
- 《르플레》(Reflet), 2001년 6월 발표
- 《라이트 포 더 피플》(Light for the People), 2002년 10월 발표
- 《다운 바이 러브》(Down by Love), 2003년 12월 발표
- 《소 아이 앰》(So I Am...), 2004년 10월 발표
- 《나윤선 위드 리프랙토리》(Youn Sun Nah with Refractory), 2005년 9월 발표
- 《메모리 레인》(Memory Lane), 2007년 4월 발표
- 《브아야주》(Voyage), 2008년 9월 발표
- 《My Favorite Things》, 2010년 8월 발표 (디지털 싱글)
- 《Same Girl》, 2010년 8월 발표
- 《Lento》, 2013년 3월 12일 발표
- 《She Moves On》, 2017년 5월 19일 발표
- 《Immersion》, 2019년 4월 10일 발표

## 경력
- 프랑스 문화원 주최 샹송 대회 대상, 한국 (1989)
- Festival de Jazz de Montmartre 2등상, 프랑스 (1998)
- France St-Maur Jazz 콩쿨 대상, 프랑스 (1999)
- Jazz 콩쿨 'Le Concours de La Défense' 심사위원 특별상, 프랑스 (1999)
- 제 1회 한국대중음악상 최우수 재즈&크로스오버 부문 수상, 한국 (2004)
- Antibes ‘Jazz a Juan’ 대상 (2005)
- 제 2회 문화관광부 오늘의 젊은 예술가상 (대중예술부문) 수상 (2005)
- 제6회 한국대중음악상 최우수 재즈 음반상 (2009)
- 프랑스 문예공로훈장 슈발리에 (2009)
- BMW 벨트 재즈 어워드 2위 (2010)
- 제8회 한국대중음악상 최우수 재즈&크로스오버 재즈음반상 [Same Girl] (2011)
- 독일 "ECHO JAZZ 2011" 해외 아티스트 부문 올해의 여성 가수 (2011)
- 제3회 한국대중문화예술상 국무총리 표창(2012)
- 프랑스 골든 디스크 수상 [Same Girl](2012)
- 독일 골든 디스크 수상[Lento](2013)
- 한국이미지커뮤니케이션연구원 CICI Korea 2014 꽃돌상 수상 (2014)
- 제 33회 세종문화상a 수상(2014)a
- 2013 한불문화상 수상(2014)
- 제 11회 한국대중음악상 최우수 재즈크로스오버a 재즈음반상[LENTO](2014)
- 프랑스 골든 디스크 수상 [Lento](2015)
- 한국이미지커뮤니케이션연구원 CICI Korea 2020 부싯돌상 수상 (2020)

## 기타
나윤선씨가 1994년 발표한 곡 중 유명한 찬양으로 김지면 작곡 '시편 40편'(하나님의 음성을)이 있다.

## 가족 관계
- 아버지: 나영수 (羅永秀, 1938년 12월 11일 ~ 2024년 3월 2일)
- 어머니: 김미정 (생존)
- 배우자: 인재진 (1965년 ~ )